# Tours

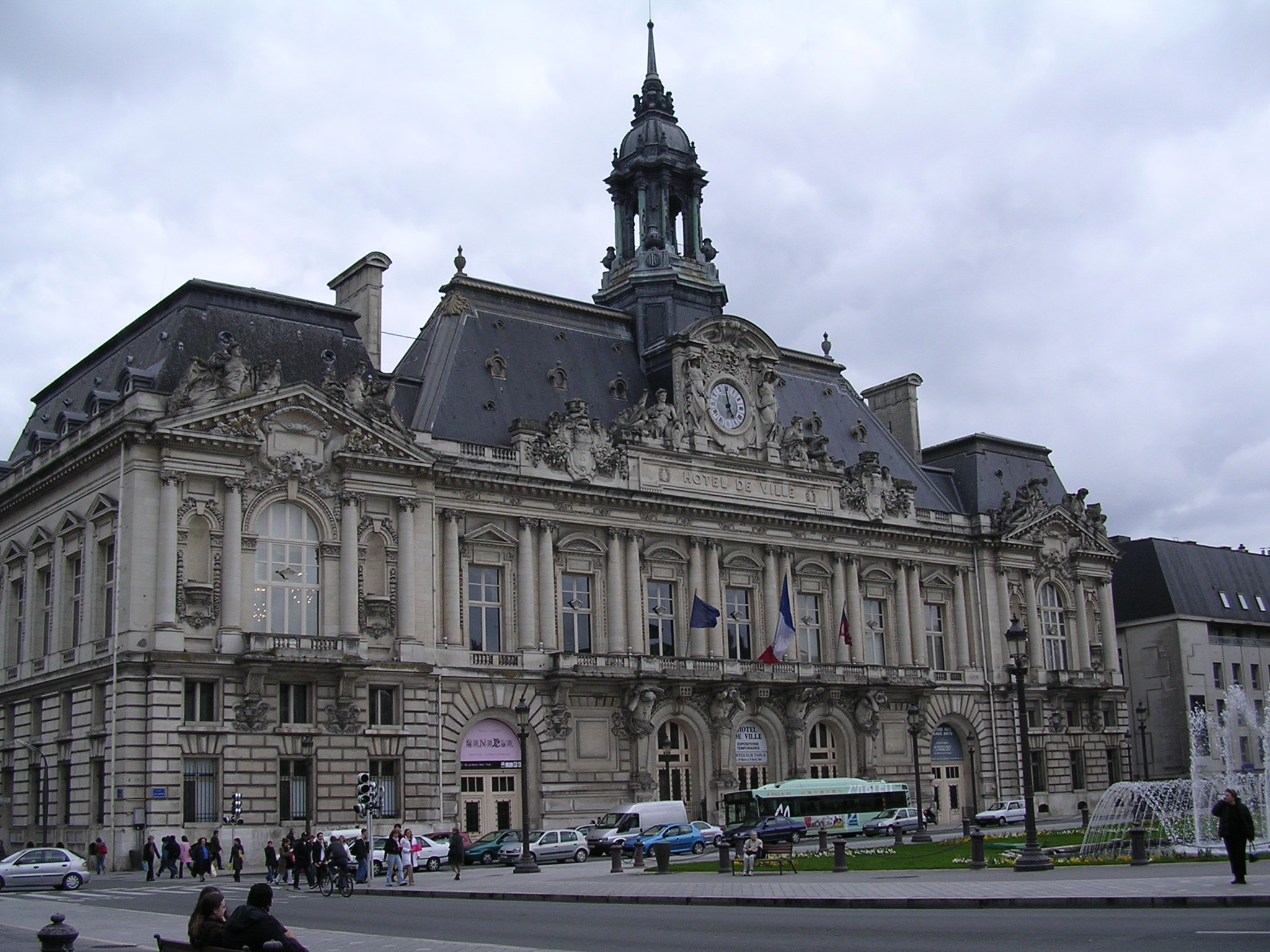
Tours stadshus

Tours, stad och kommun i mellersta Frankrike belägen vid Loires vänstra strand, mellan Orléans och Atlanten. Staden är huvudstad i departementet Indre-et-Loire och har 138 668 invånare (2022). Det är en industri- och utbildningsstad och ett kulturcentrum.
Tours är mest känt för slaget vid Tours 732 och för katedralen som började byggas 1170. Staden är också målgång i cykelloppet Paris-Tours. Den var tidigare huvudstad i Touraine.

## Befolkningsutveckling
Antalet invånare i kommunen Tours
Referens:INSEE

## Bilder

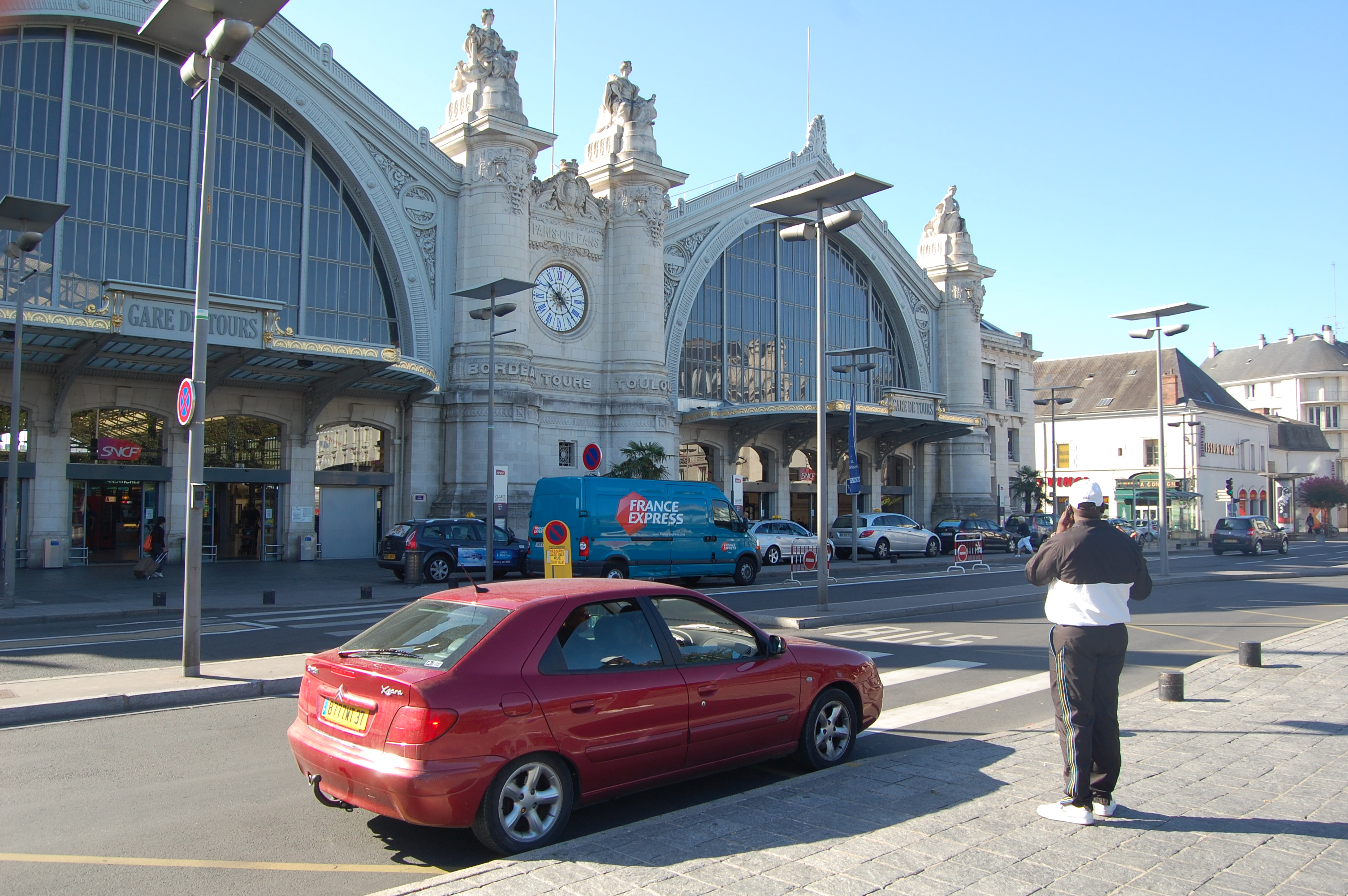
Järnvägsstationen i Tours.
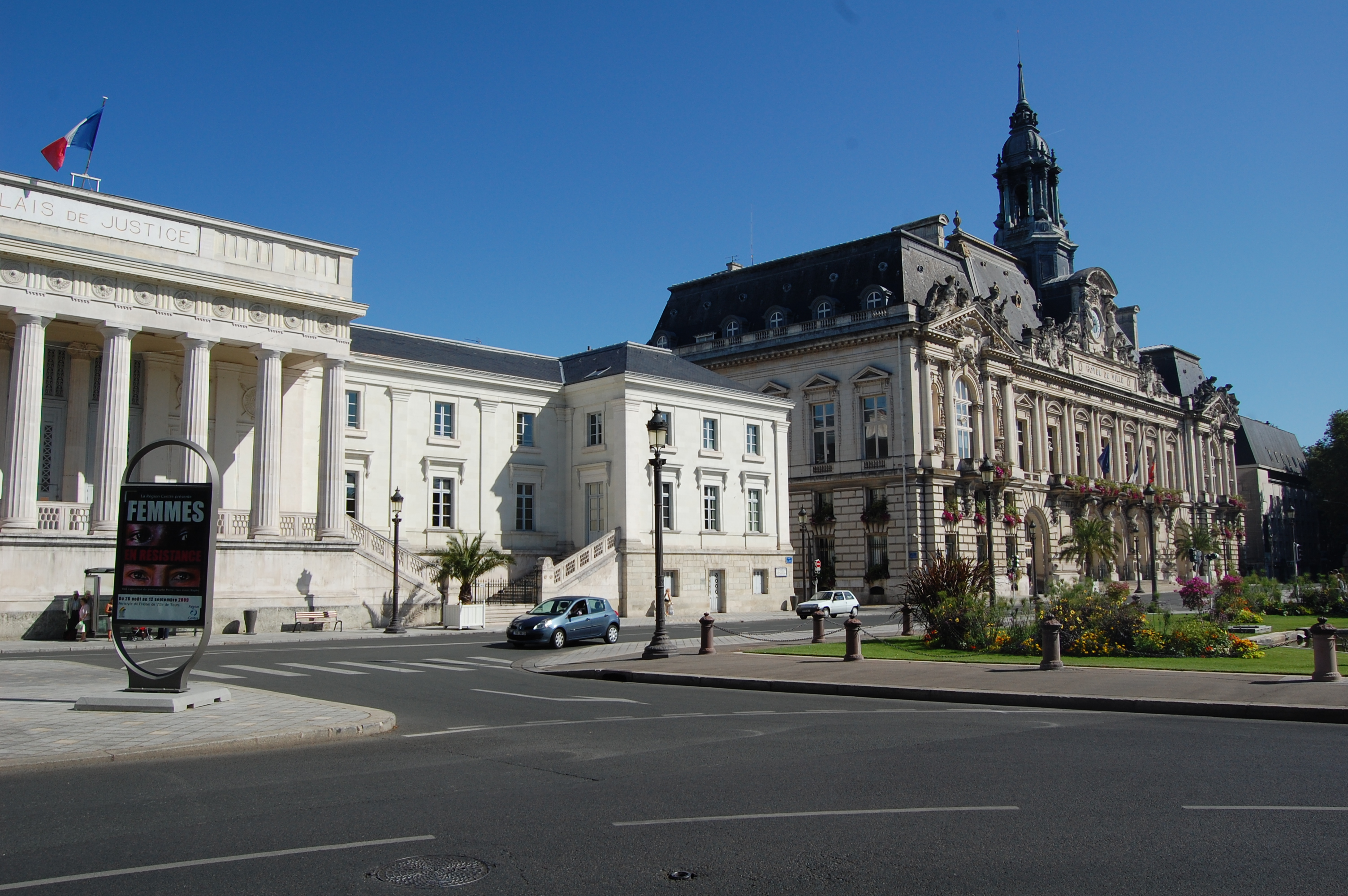
Tours stadshus med tingshuset till vänster.
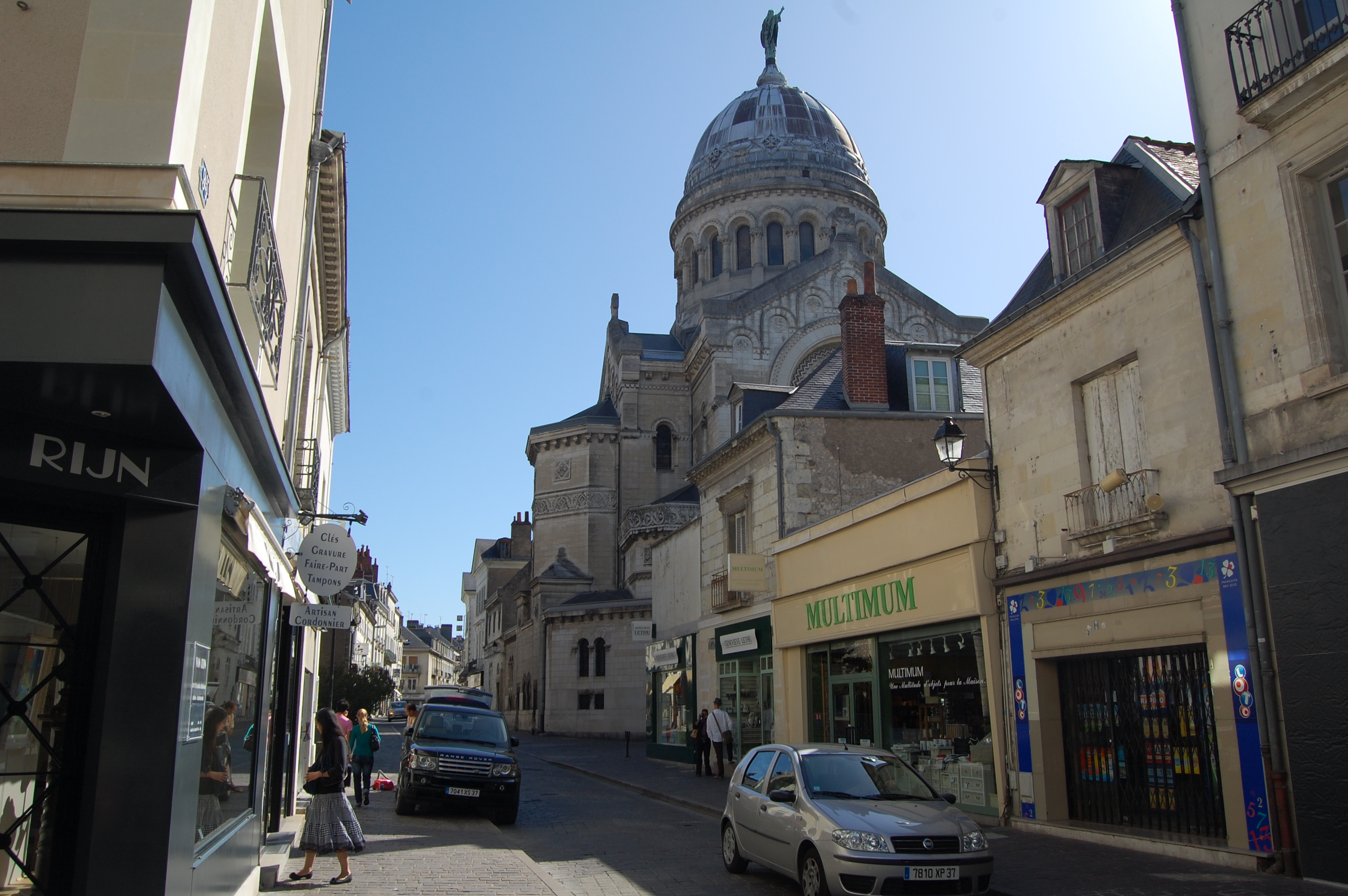
En gata i Tours med Basilique St-Martin i bakgrunden.
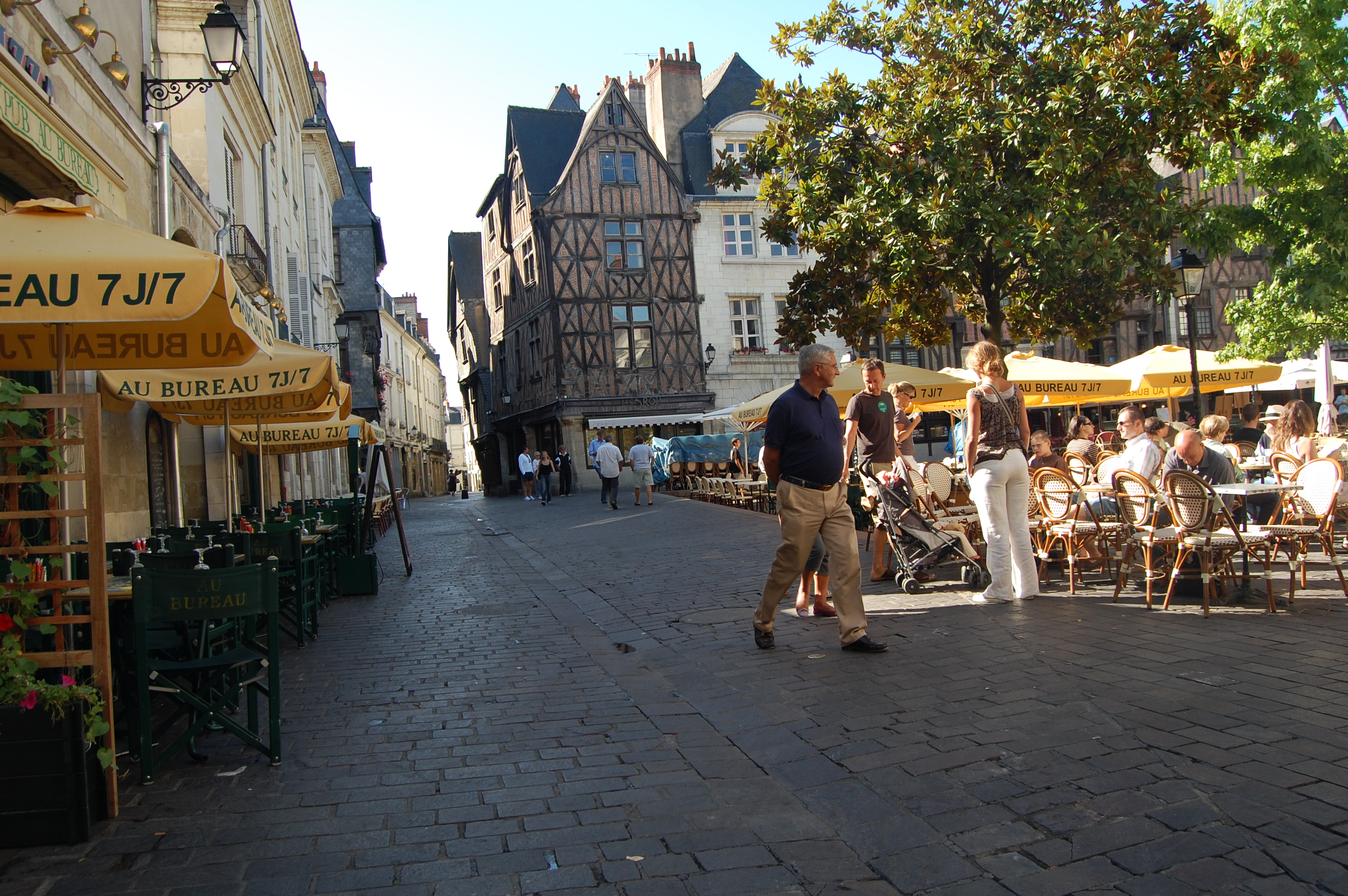
Ett torg i de äldre delarna av Tours.
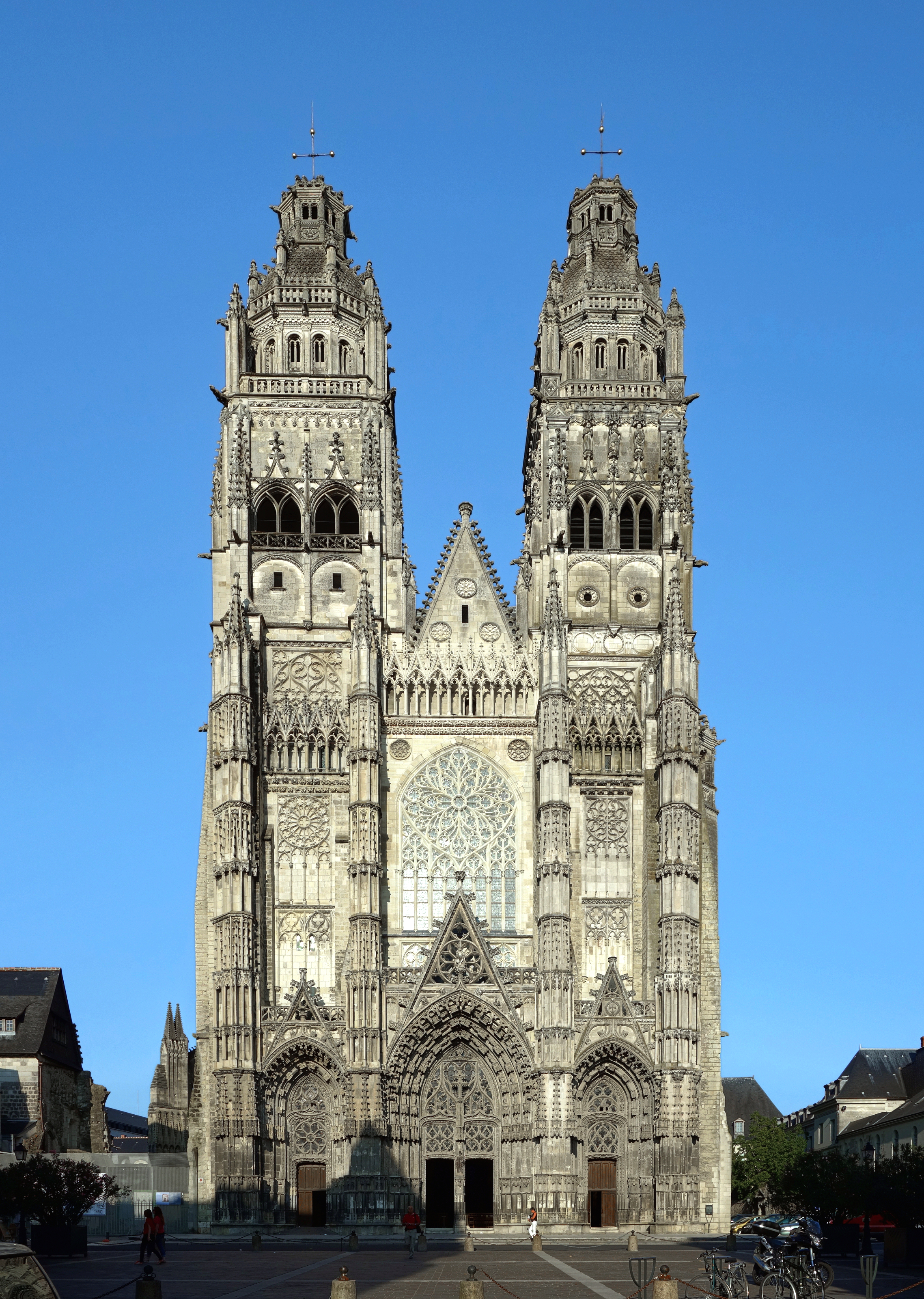
Katedralen St-Gatien i Tours.

## Sport
Volleybollklubben Tours Volley-Ball, som blivit franska mästare flera gånger, kommer från staden.